# 巨蛇頸龜
巨蛇頸龜（学名：Chelodina longicollis）亦稱東澳長頸龜，为蛇頸龜科小長頸龜屬下的一个种。這種龜主要生活在澳大利亞東海岸的亞熱帶及熱帶地區，如維多利亞州、新南威爾斯州及昆士蘭州。

## 扩展阅读
- 維基物種上的相關：巨蛇頸龜